# Майк Коффман
Майкл «Майк» Коффман (англ. Michael «Mike» Coffman; нар. 19 березня 1955, Форт-Леонард-Вуд, Міссурі) — американський політик-республіканець. Він є членом Палати представників від 6-го округу штату Колорадо (з 2009), до цього обіймав посаду секретаря Колорадо (2007–2009) і був державним скарбником Колорадо (1999–2005, 2006–2007).

## Біографія
Навчався у Aurora Central High School в Орорі, у 1979 році Коффман закінчив Колорадський університет у Боулдері. Син солдата, у 1972 році він вступив до армії, приєднався до морської піхоти у 1979 (має звання майора). Був власником малого бізнесу, у 1989 вперше обраний до Законодавчих зборів Колорадо, де працював до 1999.
У 2005 році він покинув посаду скарбника, щоб служити в Іраку у морській піхоті.
Майк Коффман одружений з Синтією, правником і помічницею низки політиків, зокрема колишнього губернатора Колорадо Білла Оуенса.